# Ліга Європи УЄФА 2022—2023
Ліга Європи УЄФА 2022—2023 — 52-й сезон другого за престижністю клубного турніру під егідою УЄФА та 14-й з моменту перейменування Кубку УЄФА на Лігу Європи УЄФА.
Фінал відбудеться 31 травня 2023 на «Пушкаш-Арені» у Будапешті (Угорщина). Переможець Ліги Європи УЄФА 2022—23 автоматично потрапляє до групового етапу Ліги чемпіонів УЄФА 2023—24, а також зіграє з переможцем Ліги чемпіонів УЄФА 2022—23 за Суперкубок УЄФА 2023.

## Розподіл асоціацій
У Лізі Європи УЄФА 2022—23 беруть участь 57 команд з 30-35 асоціацій‑членів УЄФА (з усіх 55 асоціацій). Для визначення кількості команд‑учасників від кожної з асоціацій використовується рейтинг асоціацій УЄФА:
- Переможець Ліги конференцій УЄФА 2021—22 отримує путівку до Ліги Європи, якщо не кваліфікується до Ліги чемпіонів 2021—22 через національний чемпіонат.
- Асоціації 1–5 мають по дві команди.
- Асоціації 6–17 мають по одній команді.
- Окрім того, 37 команд, які вибули з Ліги Європи 2022—23 переходять до Ліги конференцій.

### Рейтинг асоціацій
Для Ліги Європи УЄФА 2022—23, використовуються місця асоціацій у рейтингу асоціацій УЄФА 2021, який враховує результати країн у європейських клубних змаганнях з сезону 2016—17 по 2020—21.
Команди, які потрапили до Ліги Європи іншим шляхом, відмічені таким чином:
- (ЛЧ) – Додаткові путівки для команд, які перейшли з Ліги чемпіонів УЄФА

| №  | Асоціація  | Коеф.   | Команди | Примітки |
| -- | ---------- | ------- | ------- | -------- |
| 1  | Англія     | 100.569 | 2       |          |
| 2  | Іспанія    | 97.855  | 2       | +2 (ЛЧ)  |
| 3  | Італія     | 75.438  | 2       | +1 (ЛЧ)  |
| 4  | Німеччина  | 73.570  | 2       | +1 (ЛЧ)  |
| 5  | Франція    | 56.081  | 2       | +1 (ЛЧ)  |
| 6  | Португалія | 48.549  | 1       | +1 (ЛЧ)  |
| 7  | Нідерланди | 39.200  | 1       | +2 (ЛЧ)  |
| 8  | Росія      | 38.382  | 0       |          |
| 9  | Бельгія    | 36.500  | 1       | +1 (ЛЧ)  |
| 10 | Австрія    | 35.825  | 1       | +2 (ЛЧ)  |
| 11 | Шотландія  | 33.375  | 1       |          |
| 12 | Україна    | 33.100  | 1       | +2 (ЛЧ)  |
| 13 | Туреччина  | 30.100  | 1       | +2 (ЛЧ)  |
| 14 | Данія      | 27.875  | 1       | +1 (ЛЧ)  |
| 15 | Кіпр       | 27.750  | 1       | +2 (ЛЧ)  |
| 16 | Сербія     | 26.750  | 1       | +1 (ЛЧ)  |
| 17 | Чехія      | 26.600  | 1       |          |
| 18 | Хорватія   | 26.275  | 0       |          |
| 19 | Швейцарія  | 26.225  | 0       | +1 (ЛЧ)  |

| №  | Асоціація            | Коеф.  | Команди | Примітки |
| -- | -------------------- | ------ | ------- | -------- |
| 20 | Греція               | 26.000 | 0       | +1 (ЛЧ)  |
| 21 | Ізраїль              | 24.375 | 0       |          |
| 22 | Норвегія             | 21.000 | 0       | +1 (ЛЧ)  |
| 23 | Швеція               | 20.500 | 0       | +1 (ЛЧ)  |
| 24 | Болгарія             | 20.375 | 0       | +1 (ЛЧ)  |
| 25 | Румунія              | 18.200 | 0       |          |
| 26 | Азербайджан          | 16.875 | 0       | +1 (ЛЧ)  |
| 27 | Казахстан            | 15.625 | 0       |          |
| 28 | Угорщина             | 15.500 | 0       | +1 (ЛЧ)  |
| 29 | Білорусь             | 15.250 | 0       |          |
| 30 | Польща               | 15.125 | 0       |          |
| 31 | Словенія             | 14.250 | 0       | +1 (ЛЧ)  |
| 32 | Словаччина           | 13.625 | 0       | +1 (ЛЧ)  |
| 33 | Ліхтенштейн          | 9.000  | 0       |          |
| 34 | Литва                | 8.750  | 0       | +1 (ЛЧ)  |
| 35 | Люксембург           | 8.250  | 0       | +1 (ЛЧ)  |
| 36 | Боснія і Герцеговина | 8.000  | 0       |          |
| 37 | Ірландія             | 7.875  | 0       | +1 (ЛЧ)  |

| №  | Асоціація         | Коеф. | Команди | Примітки |
| -- | ----------------- | ----- | ------- | -------- |
| 38 | Македонія         | 7.625 | 0       | +1 (ЛЧ)  |
| 39 | Вірменія          | 7.375 | 0       | +1 (ЛЧ)  |
| 40 | Латвія            | 7.375 | 0       |          |
| 41 | Албанія           | 7.250 | 0       |          |
| 42 | Північна Ірландія | 6.958 | 0       | +1 (ЛЧ)  |
| 43 | Грузія            | 6.875 | 0       |          |
| 44 | Фінляндія         | 6.875 | 0       | +1 (ЛЧ)  |
| 45 | Молдова           | 6.875 | 0       | +1 (ЛЧ)  |
| 46 | Мальта            | 6.375 | 0       |          |
| 47 | Фарерські острови | 6.125 | 0       |          |
| 48 | Косово            | 5.833 | 0       |          |
| 49 | Гібралтар         | 5.666 | 0       |          |
| 50 | Чорногорія        | 5.000 | 0       |          |
| 51 | Уельс             | 5.000 | 0       |          |
| 52 | Ісландія          | 4.875 | 0       |          |
| 53 | Естонія           | 4.750 | 0       |          |
| 54 | Андорра           | 3.331 | 0       |          |
| 55 | Сан-Марино        | 1.166 | 0       |          |

### Розподіл за раундами
Наведена нижче таблиця показує список квот за замовчуванням.
|                                          |                            | Команди, що починають з цього раунду | Команди, що проходять з попереднього раунду                                                                                     | Команди, що переходять з Ліги чемпіонів |
| ---------------------------------------- | -------------------------- | --- | --- | --- |
| Третій кваліфікаційний раунд (16 команд) | Шлях чемпіонів (10 команд) | | | - 10 клубів, які вибули після другого кваліфікаційного раунду Ліги чемпіонів УЄФА (шлях чемпіонів) |
| Третій кваліфікаційний раунд (16 команд) | Основний шлях (4 команд)   | - 2 володаря кубку з асоціацій 15—16 | | - 2 клуби, які вибули після другого кваліфікаційного раунду Ліги чемпіонів УЄФА (шлях нечемпіонів) |
| Раунд плей-оф (20 команд)                | Раунд плей-оф (20 команд)  | - 7 володарів кубку з асоціацій 7–14 (за виключенням асоціації №8)[Пр. RUS] | - 5 переможців третього кваліфікаційного раунду (шлях чемпіонів) - 2 переможця третього кваліфікаційного раунду (основний шлях) | - 6 клубів, які вибули після третього кваліфікаційного раунду Ліги чемпіонів УЄФА (шлях чемпіонів) |
| Груповий етап (32 команди)               | Груповий етап (32 команди) | - Переможець попереднього сезону Ліги конференцій - 6 володарів кубку з асоціацій 1–6 - 1 клуб, що зайняв четверте місце в чемпіонаті асоціації 5 - 4 клуби, що зайняли п'яті місця в чемпіонатах асоціацій 1–4 | - 10 переможців раунду плей-оф                                                                                                  | - 4 клуби, які вибули після раунду плей-оф Ліги чемпіонів УЄФА (шлях чемпіонів) - 2 клуби, які вибули після раунду плей-оф Ліги чемпіонів УЄФА (шлях нечемпіонів) - 4 клуби, які вибули після третього кваліфікаційного раунду Ліги чемпіонів УЄФА (шлях нечемпіонів) |
| Стикові матчі (16 команд)                | Стикові матчі (16 команд)  | | - 8 клубів, які посіли другі місця у групах групового етапу                                                                     | - 8 клубів, які посіли треті місця у групах групового етапу Ліги Чемпіонів |
| Плей-оф (16 команд)                      | Плей-оф (16 команд)        | | - 8 клубів, які посіли перші місця у групах групового етапу - 8 переможців стикових матчів                                      | |

Через вилучення клубів з асоціації 8, список квот зазнав таких змін:
- Володарі кубків з асоціацій 13 (Туреччина) та 14 (Данія) потрапили до раунду плей-оф, замість третього кваліфікаційного раунду.
- Володар кубку з асоціації 16 (Сербія) потрапив до третього кваліфікаційного раунду, замість другого кваліфікаційного раунду Ліги конференцій.

### Команди
Примітки в дужках пояснюють, як команда потрапила в свій початковий етап:
- ЛК: переможець попереднього сезону Ліги конференцій
- ПК: переможець національного кубку
- 3-є, 4-е, 5-е, тощо: місце в попередньому сезоні національного чемпіонату
- Нез.: місце в попередньому сезоні національного чемпіонату, який не було завершено та визначається асоціацією; вибір команд має затвердити УЄФА
- ЛЧ: команди, що перейшли з Ліги чемпіонів
  - Гр: третє місце у груповому етапі
  - ПО ШЧ/ШН: вибули з раунду плей-оф (шлях чемпіонів/шлях нечемпіонів)
  - К3 ШЧ/ШН: вибули з третього кваліфікаційного раунду (шлях чемпіонів/шлях нечемпіонів)
  - К2 ШЧ/ШН: вибули з другого кваліфікаційного раунду (шлях чемпіонів/шлях нечемпіонів)

Третій кваліфікаційні раунд розділяється на шлях чемпіонів (ШЧ) та основний шлях (ОШ).
| Стартовий раунд              | Стартовий раунд | Команди                        | Команди                  | Команди                  | Команди                      |
| ---------------------------- | --------------- | ------------------------------ | ------------------------ | ------------------------ | ---------------------------- |
| Стикові матчі                | Стикові матчі   | Барселона (ЛЧ Гр)              | Севілья (ЛЧ Гр)          | Ювентус (ЛЧ Гр)          | Баєр 04 (ЛЧ Гр)              |
| Стикові матчі                | Стикові матчі   | Спортінг (ЛЧ Гр)               | Аякс (ЛЧ Гр)             | Зальбург (ЛЧ Гр)         | Шахтар (ЛЧ Гр)               |
|                              |                 |                                |                          |                          |                              |
| Груповий етап                | Груповий етап   | Арсенал (5-е)                  | Манчестер Юнайтед (6-е)  | Реал Бетіс (ПК)          | Реал Сосьєдад (6-е)          |
| Груповий етап                | Груповий етап   | Лаціо (5-е)                    | Рома (6-е) ЛК            | Уніон (5-е)              | Фрайбург (6-е)               |
| Груповий етап                | Груповий етап   | Нант (ПК)                      | Ренн (4-е)               | Брага (4-е)              | Феєнорд (3-є)[Пр. NED]       |
| Груповий етап                | Груповий етап   | Трабзонспор (ЛЧ ПО ШЧ)         | Црвена Звезда (ЛЧ ПО ШЧ) | Буде-Глімт (ЛЧ ПО ШЧ)    | Карабах (ЛЧ ПО ШЧ)           |
| Груповий етап                | Груповий етап   | ПСВ (ЛЧ ПО ШН)                 | Динамо (Київ) (ЛЧ ПО ШН) | Монако (ЛЧ К3 ШН)        | Уніон Сент-Жілуаз (ЛЧ К3 ШН) |
| Груповий етап                | Груповий етап   | Штурм (ЛЧ К3 ШН)               | Мідтьюлланн (ЛЧ К3 ШН)   |                          |                              |
|                              |                 |                                |                          |                          |                              |
| Раунд плей-оф                | Раунд плей-оф   | Гент (ПК)                      | Аустрія (Відень) (3-є)   | Гарт оф Мідлотіан (3-є)  | Дніпро-1 (Нез. 3-є)[Пр. UKR] |
| Раунд плей-оф                | Раунд плей-оф   | Сівасспор (ПК)                 | Сількеборг (3-є)         | Омонія (ПК)              | Аполлон (Лімасол) (ЛЧ К3 ШЧ) |
| Раунд плей-оф                | Раунд плей-оф   | Лудогорець (ЛЧ К3 ШЧ)          | Ференцварош (ЛЧ К3 ШЧ)   | Жальгіріс (ЛЧ К3 ШЧ)     | Пюнік (ЛЧ К3 ШЧ)             |
| Раунд плей-оф                | Раунд плей-оф   | Шериф (ЛЧ К3 ШЧ)               |                          |                          |                              |
|                              |                 |                                |                          |                          |                              |
| Третій кваліфікаційний раунд | ШЧ              | Цюрих (ЛЧ К2 ШЧ)               | Олімпіакос (ЛЧ К2 ШЧ)    | Мальме (ЛЧ К2 ШЧ)        | Марибор (ЛЧ К2 ШЧ)           |
| Третій кваліфікаційний раунд | ШЧ              | Слован (Братислава) (ЛЧ К2 ШЧ) | Ф91 Дюделанж (ЛЧ К2 ШЧ)  | Шемрок Роверс (ЛЧ К2 ШЧ) | Шкупі (ЛЧ К2 ШЧ)             |
| Третій кваліфікаційний раунд | ШЧ              | Лінфілд (ЛЧ К2 ШЧ)             | ГІК (ЛЧ К2 ШЧ)           |                          |                              |
| Третій кваліфікаційний раунд | ОШ              | Партизан (2-е)                 | Словацко (ПК)            | Фенербахче (ЛЧ К2 ШН)    | АЕК (Ларнака) (ЛЧ К2 ШН)     |

Примітки
1. ^ Нідерланди (NED): Оскільки переможець Ліги конференцій (Рома) вже потрапив до групового етапу через національний чемпіонат, путівка переможця Ліги конференцій дісталася команді з найкращої асоціації, що потрапила до раунду плей-оф (Нідерланди).
2. ^ Росія (RUS): УЄФА виключив російські клуби з усіх змагань через російське вторгнення в Україну.[4][5] 2 травня 2022 УЄФА підтвердив своє рішення про виключення російських клубів з єврокубків в сезоні 2022—2023.[3]
3. ^ Україна (UKR): Українську Прем'єр-лігу 2021—22 та Кубок України 2021—22 не було завершено через російське вторгнення в Україну. Третя команда чемпіонату на момент зупинення чемпіонату (24 лютого 2022 року) — «Дніпро-1» — була обрана для участі у Лізі Європи Українською Прем'єр-лігою та затверджена Українською асоціацією футболу.

## Розклад матчів і жеребкувань
Розклад матчів і жеребкувань наведено в таблиці. Матчі заплановані на четвер (окрім фіналу, який заплановано на середу), хоча, як виключення, деякі матчі можуть проходити у вівторок чи середу в разі виникнення конфлікту у розкладі (особливо для команд з країн, де є мало стадіонів, які відповідають вимогам УЄФА). Попри те, що для обмеженої кількості команд матчі можуть починатися о 17:30 за київським часом (16:30 CET/CEST), більшість матчів мають починатися о 19:45 та 22:00 за київським часом.
Усі жеребкування проводяться у штаб-квартирі УЄФА у Ньйоні (Швейцарія).
| Етап          | Раунд                        | Дата жеребкування | Перші матчі                               | Матчі-відповіді                           |
| ------------- | ---------------------------- | ----------------- | ----------------------------------------- | ----------------------------------------- |
| Кваліфікація  | Третій кваліфікаційний раунд | 18 липня 2022     | 4 серпня 2022                             | 11 серпня 2022                            |
| Кваліфікація  | Раунд плей-оф                | 1 серпня 2022     | 18 серпня 2022                            | 25 серпня 2022                            |
| Груповий етап | Тур 1                        | 26 серпня 2022    | 8 вересня 2022                            | 8 вересня 2022                            |
| Груповий етап | Тур 2                        | 26 серпня 2022    | 15 вересня 2022                           | 15 вересня 2022                           |
| Груповий етап | Тур 3                        | 26 серпня 2022    | 6 жовтня 2022                             | 6 жовтня 2022                             |
| Груповий етап | Тур 4                        | 26 серпня 2022    | 13 жовтня 2022                            | 13 жовтня 2022                            |
| Груповий етап | Тур 5                        | 26 серпня 2022    | 27 жовтня 2022                            | 27 жовтня 2022                            |
| Груповий етап | Тур 6                        | 26 серпня 2022    | 3 листопада 2022                          | 3 листопада 2022                          |
| Плей-оф       | Стикові матчі                | 7 листопада 2022  | 16 лютого 2023                            | 23 лютого 2023                            |
| Плей-оф       | 1/8 фіналу                   | 24 лютого 2023    | 9 березня 2023                            | 16 березня 2023                           |
| Плей-оф       | 1/4 фіналу                   | 17 березня 2023   | 13 квітня 2023                            | 20 квітня 2023                            |
| Плей-оф       | 1/2 фіналу                   | 17 березня 2023   | 11 травня 2023                            | 18 травня 2023                            |
| Плей-оф       | Фінал                        | 17 березня 2023   | 31 травня 2023 («Пушкаш Арена», Будапешт) | 31 травня 2023 («Пушкаш Арена», Будапешт) |

## Кваліфікація

### Третій кваліфікаційний раунд
Жеребкування відбулося 18 липня 2022 року.
Перші матчі відбулися 4 серпня, а матчі-відповіді — 11 серпня 2022 року.
| Команда 1     | Заг.           | Команда 2           | 1-й матч | 2-й матч |
| ------------- | -------------- | ------------------- | -------- | -------- |
| Мальме        | 5:2            | Ф91 Дюделанж        | 3:0      | 2:2      |
| Шемрок Роверс | 5:2            | Шкупі               | 3:1      | 2:1      |
| Лінфілд       | 0:5            | Цюрих               | 0:2      | 0:3      |
| Олімпіакос    | 3:3 (пен. 4:3) | Слован (Братислава) | 1:1      | 2:2 (дч) |
| Марибор       | 0:3            | ГІК                 | 0:2      | 0:1      |

| Команда 1     | Заг. | Команда 2 | 1-й матч | 2-й матч |
| ------------- | ---- | --------- | -------- | -------- |
| АЕК (Ларнака) | 4:3  | Партизан  | 2:1      | 2:2      |
| Фенербахче    | 4:1  | Словацко  | 3:0      | 1:1      |

### Раунд плей-оф
Жеребкування відбулося 2 серпня 2022 року.
Перші матчі відбулися 18 серпня, а матчі-відповіді — 25 серпня 2022 року.
| Команда 1         | Заг.           | Команда 2     | 1-й матч | 2-й матч |
| ----------------- | -------------- | ------------- | -------- | -------- |
| Дніпро-1          | 1:5            | АЕК (Ларнака) | 1:2      | 0:3      |
| Гент              | 0:4            | Омонія        | 0:2      | 0:2      |
| Аустрія (Відень)  | 1:6            | Фенербахче    | 0:2      | 1:4      |
| Цюрих             | 3:1            | Гартс         | 2:1      | 1:0      |
| ГІК               | 2:1            | Сількеборг    | 1:0      | 1:1      |
| Мальме            | 5:1            | Сівасспор     | 3:1      | 2:0      |
| Ференцварош       | 4:1            | Шемрок Роверс | 4:0      | 0:1      |
| Аполлон (Лімасол) | 2:2 (пен. 1:3) | Олімпіакос    | 1:1      | 1:1 (дч) |
| Пюнік             | 0:0 (пен. 2:3) | Шериф         | 0:0      | 0:0 (дч) |
| Лудогорець        | 4:3            | Жальгіріс     | 1:0      | 3:3 (дч) |

## Груповий етап
- Команди з Кіпру
- АЕК (Ларнака)
- Омонія (Нікосія)
- Команди з Риму
- Лаціо
- Рома

Жеребкування групового етапу відбулося 26 серпня 2022 року. За результатами жеребкування 32 команди було поділено на 8 груп (по 4 команди в кожній). Для жеребкування команди діляться на 4 кошика на основі клубних коефіцієнтів УЄФА 2022. Команди з однієї асоціації не можуть потрапити в одну групу.
Матчі групового етапу пройшли 8 і 15 вересня, 6, 13 і 27 жовтня та 3 листопада 2022 року. Перші місця груп проходять до 1/8 фіналу, а другі місця — до стикових матчів. Треті місця потрапляють до стикових матчів Ліги конференцій.
Буде-Глімт, Нант, Уніон (Берлін) та Уніон Сент-Жілуаз потрапили до групового етапу вперше. Уніон Сент-Жілуаз вперше потрапили до групового етапу змагань УЄФА загалом.

### Група A
| Поз | Команда    | І | В | Н | П | ГЗ | ГП | РГ  | О  | Кваліфікація               |  | АРС | ПСВ | БГЛ | ЦЮР |
| --- | ---------- | - | - | - | - | -- | -- | --- | -- | -------------------------- |  | --- | --- | --- | --- |
| 1   | Арсенал    | 6 | 5 | 0 | 1 | 8  | 3  | +5  | 15 | Вихід в 1/8 фіналу         |  | —   | 1:0 | 3:0 | 1:0 |
| 2   | ПСВ        | 6 | 4 | 1 | 1 | 15 | 4  | +11 | 13 | Вихід до стикових матчів   |  | 2:0 | —   | 1:1 | 5:0 |
| 3   | Буде-Глімт | 6 | 1 | 1 | 4 | 5  | 10 | −5  | 4  | Перехід в Лігу конференцій |  | 0:1 | 1:2 | —   | 2:1 |
| 4   | Цюрих      | 6 | 1 | 0 | 5 | 5  | 16 | −11 | 3  |                            |  | 1:2 | 1:5 | 2:1 | —   |

### Група B
| Поз | Команда       | І | В | Н | П | ГЗ | ГП | РГ | О  | Кваліфікація               |  | ФБЧ | РЕН | АЕК | ДИН |
| --- | ------------- | - | - | - | - | -- | -- | -- | -- | -------------------------- |  | --- | --- | --- | --- |
| 1   | Фенербахче    | 6 | 4 | 2 | 0 | 13 | 7  | +6 | 14 | Вихід в 1/8 фіналу         |  | —   | 3:3 | 2:0 | 2:1 |
| 2   | Ренн          | 6 | 3 | 3 | 0 | 11 | 8  | +3 | 12 | Вихід до стикових матчів   |  | 2:2 | —   | 1:1 | 2:1 |
| 3   | АЕК (Ларнака) | 6 | 1 | 2 | 3 | 7  | 10 | −3 | 5  | Перехід в Лігу конференцій |  | 1:2 | 1:2 | —   | 3:3 |
| 4   | Динамо        | 6 | 0 | 1 | 5 | 5  | 11 | −6 | 1  |                            |  | 0:2 | 0:1 | 0:1 | —   |

### Група C
| Поз | Команда    | І | В | Н | П | ГЗ | ГП | РГ  | О  | Кваліфікація               |  | БЕТ | РОМ | ЛУД | ГІК |
| --- | ---------- | - | - | - | - | -- | -- | --- | -- | -------------------------- |  | --- | --- | --- | --- |
| 1   | Реал Бетіс | 6 | 5 | 1 | 0 | 12 | 4  | +8  | 16 | Вихід в 1/8 фіналу         |  | —   | 1:1 | 3:2 | 3:0 |
| 2   | Рома       | 6 | 3 | 1 | 2 | 11 | 7  | +4  | 10 | Вихід до стикових матчів   |  | 1:2 | —   | 3:1 | 3:0 |
| 3   | Лудогорець | 6 | 2 | 1 | 3 | 8  | 9  | −1  | 7  | Перехід в Лігу конференцій |  | 0:1 | 2:1 | —   | 2:0 |
| 4   | ГІК        | 6 | 0 | 1 | 5 | 2  | 13 | −11 | 1  |                            |  | 0:2 | 1:2 | 1:1 | —   |

### Група D
| Поз | Команда           | І | В | Н | П | ГЗ | ГП | РГ | О  | Кваліфікація               |  | УСЖ | УНБ | БРА | МАЛ |
| --- | ----------------- | - | - | - | - | -- | -- | -- | -- | -------------------------- |  | --- | --- | --- | --- |
| 1   | Юніон Сент-Жилуаз | 6 | 4 | 1 | 1 | 11 | 7  | +4 | 13 | Вихід в 1/8 фіналу         |  | —   | 0:1 | 3:3 | 3:2 |
| 2   | Уніон Берлін      | 6 | 4 | 0 | 2 | 4  | 2  | +2 | 12 | Вихід до стикових матчів   |  | 0:1 | —   | 1:0 | 1:0 |
| 3   | Брага             | 6 | 3 | 1 | 2 | 9  | 7  | +2 | 10 | Перехід в Лігу конференцій |  | 1:2 | 1:0 | —   | 2:1 |
| 4   | Мальме            | 6 | 0 | 0 | 6 | 3  | 11 | −8 | 0  |                            |  | 0:2 | 0:1 | 0:2 | —   |

### Група E
| Поз | Команда           | І | В | Н | П | ГЗ | ГП | РГ | О  | Кваліфікація               |  | РСО | МЮ  | ШЕР | ОМО |
| --- | ----------------- | - | - | - | - | -- | -- | -- | -- | -------------------------- |  | --- | --- | --- | --- |
| 1   | Реал Сосьєдад     | 6 | 5 | 0 | 1 | 10 | 2  | +8 | 15 | Вихід в 1/8 фіналу         |  | —   | 0:1 | 3:0 | 2:1 |
| 2   | Манчестер Юнайтед | 6 | 5 | 0 | 1 | 10 | 3  | +7 | 15 | Вихід до стикових матчів   |  | 0:1 | —   | 3:0 | 1:0 |
| 3   | Шериф             | 6 | 2 | 0 | 4 | 4  | 10 | −6 | 6  | Перехід в Лігу конференцій |  | 0:2 | 0:2 | —   | 1:0 |
| 4   | Омонія            | 6 | 0 | 0 | 6 | 3  | 12 | −9 | 0  |                            |  | 0:2 | 2:3 | 0:3 | —   |

### Група F
| Поз | Команда     | І | В | Н | П | ГЗ | ГП | РГ | О | Кваліфікація               |  | ФЕЄ | МІД | ЛАЦ | ШТУ |
| --- | ----------- | - | - | - | - | -- | -- | -- | - | -------------------------- |  | --- | --- | --- | --- |
| 1   | Феєнорд     | 6 | 2 | 2 | 2 | 13 | 9  | +4 | 8 | Вихід в 1/8 фіналу         |  | —   | 2:2 | 1:0 | 6:0 |
| 2   | Мідтьюлланн | 6 | 2 | 2 | 2 | 12 | 8  | +4 | 8 | Вихід до стикових матчів   |  | 2:2 | —   | 5:1 | 2:0 |
| 3   | Лаціо       | 6 | 2 | 2 | 2 | 9  | 11 | −2 | 8 | Перехід в Лігу конференцій |  | 4:2 | 2:1 | —   | 2:2 |
| 4   | Штурм       | 6 | 2 | 2 | 2 | 4  | 10 | −6 | 8 |                            |  | 1:0 | 1:0 | 0:0 | —   |

### Група G
| Поз | Команда    | І | В | Н | П | ГЗ | ГП | РГ  | О  | Кваліфікація               |  | ФРБ | НАН | КАР | ОЛІ |
| --- | ---------- | - | - | - | - | -- | -- | --- | -- | -------------------------- |  | --- | --- | --- | --- |
| 1   | Фрайбург   | 6 | 4 | 2 | 0 | 13 | 3  | +10 | 14 | Вихід в 1/8 фіналу         |  | —   | 2:0 | 2:1 | 1:1 |
| 2   | Нант       | 6 | 3 | 0 | 3 | 6  | 11 | −5  | 9  | Вихід до стикових матчів   |  | 0:4 | —   | 2:1 | 2:1 |
| 3   | Карабах    | 6 | 2 | 2 | 2 | 9  | 5  | +4  | 8  | Перехід в Лігу конференцій |  | 1:1 | 3:0 | —   | 0:0 |
| 4   | Олімпіакос | 6 | 0 | 2 | 4 | 2  | 11 | −9  | 2  |                            |  | 0:3 | 0:2 | 0:3 | —   |

### Група H
| Поз | Команда       | І | В | Н | П | ГЗ | ГП | РГ | О  | Кваліфікація               |  | ФЕР | МОН | ТРБ | ЦЗ  |
| --- | ------------- | - | - | - | - | -- | -- | -- | -- | -------------------------- |  | --- | --- | --- | --- |
| 1   | Ференцварош   | 6 | 3 | 1 | 2 | 8  | 9  | −1 | 10 | Вихід в 1/8 фіналу         |  | —   | 1:1 | 3:2 | 2:1 |
| 2   | Монако        | 6 | 3 | 1 | 2 | 9  | 8  | +1 | 10 | Вихід до стикових матчів   |  | 0:1 | —   | 3:1 | 4:1 |
| 3   | Трабзонспор   | 6 | 3 | 0 | 3 | 11 | 9  | +2 | 9  | Перехід в Лігу конференцій |  | 1:0 | 4:0 | —   | 2:1 |
| 4   | Црвена Звезда | 6 | 2 | 0 | 4 | 9  | 11 | −2 | 6  |                            |  | 4:1 | 0:1 | 2:1 | —   |

1. 1 2  Очки в очних зустрічах: Ференцварош 4, Монако 1

## Плей-оф
Кожна зустріч у плей-оф, окрім фіналу, проходить у двоматчевому форматі (вдома та на виїзді).
Процедура жеребкування для кожного раунду виглядає наступним чином:
- У жеребкуванні стикових матчів 8 других місць групового етапу є сіяними, а 8 команд, що посіли третє місце в групах Ліги чемпіонів — несіяними. Сіяні команди грають з несіяними. Сіяна команда грає вдома у матчі-відповіді. Команди з однієї асоціації не можуть грати між собою.
- У жеребкуванні 1/8 фіналу 8 переможців груп є сіяними, а 8 команд, що посіли друге місце — несіяними. Сіяні команди грають з несіяними. Сіяна команда грає вдома у матчі-відповіді. Команди з однієї асоціації не можуть грати між собою.
- У жеребкуванні 1/4 фіналу та 1/2 фіналу немає сіяних та несіяних, а також відсутні обмеження, що накладалися в 1/8 фіналу, тобто будь-яка команда може грати з будь-якою іншою. Оскільки жеребкування 1/4 та 1/2 фіналу проводяться разом, не буде відомо, які з команд пройшли до 1/2 фіналу. Також жеребкуванням визначається, переможець якого з півфіналів буде номінальним «господарем» у фіналі (лише адміністративно, оскільки фінал проводиться на нейтральному стадіоні).

### Турнірна сітка
|  |                    |                    |                 |                 |                 |                           |                           |                   |                   |                 |                          |                 |  |  |                    |                    |            |            |            |  |  |            |            |            |            |            |  |  |       |       |       |
|  | Стикові матчі      | Стикові матчі      | Стикові матчі   | Стикові матчі   | Стикові матчі   |                           |                           | 1/8 фіналу        | 1/8 фіналу        | 1/8 фіналу      | 1/8 фіналу               | 1/8 фіналу      |  |  | 1/4 фіналу         | 1/4 фіналу         | 1/4 фіналу | 1/4 фіналу | 1/4 фіналу |  |  | 1/2 фіналу | 1/2 фіналу | 1/2 фіналу | 1/2 фіналу | 1/2 фіналу |  |  | Фінал | Фінал | Фінал |
|  | Стикові матчі      | Стикові матчі      | Стикові матчі   | Стикові матчі   | Стикові матчі   |                           |                           | 1/8 фіналу        | 1/8 фіналу        | 1/8 фіналу      | 1/8 фіналу               | 1/8 фіналу      |  |  | 1/4 фіналу         | 1/4 фіналу         | 1/4 фіналу | 1/4 фіналу | 1/4 фіналу |  |  | 1/2 фіналу | 1/2 фіналу | 1/2 фіналу | 1/2 фіналу | 1/2 фіналу |  |  | Фінал | Фінал | Фінал |
|  |                    |                    |                 |                 |                 | 9 та 16 березня           |                           |                   |                   |                 |                          |                 |  |  |                    |                    |            |            |            |  |  |            |            |            |            |            |  |  |       |       |       |
|  |                    |                    |                 |                 |                 |                           |                           |                   |                   |                 |                          |                 |  |  |                    |                    |            |            |            |  |  |            |            |            |            |            |  |  |       |       |       |
|  | 16 та 23 лютого    | 16 та 23 лютого    | 16 та 23 лютого | 16 та 23 лютого | 16 та 23 лютого | Ювентус                   | Ювентус                   | 1                 | 2                 | 3               |                          |                 |  |  |                    |                    |            |            |            |  |  |            |            |            |            |            |  |  |       |       |       |
|  | 16 та 23 лютого    | 16 та 23 лютого    | 16 та 23 лютого | 16 та 23 лютого | 16 та 23 лютого | Ювентус                   | Ювентус                   | 1                 | 2                 | 3               | 13 та 20 квітня          |                 |  |  |                    |                    |            |            |            |  |  |            |            |            |            |            |  |  |       |       |       |
|  | Ювентус            | Ювентус            | 1               | 3               | 4               |                           |                           | Фрайбург          | Фрайбург          | 0               | 0                        | 0               |  |  |                    |                    |            |            |            |  |  |            |            |            |            |            |  |  |       |       |       |
|  | Ювентус            | Ювентус            | 1               | 3               | 4               |                           |                           | Фрайбург          | Фрайбург          | 0               | 0                        | 0               |  |  | Ювентус            | Ювентус            | 1          | 1          | 2          |  |  |            |            |            |            |            |  |  |       |       |       |
|  | Нант               | Нант               | 1               | 0               | 1               |                           |                           | 9 та 16 березня   | 9 та 16 березня   | 9 та 16 березня | 9 та 16 березня          | 9 та 16 березня |  |  | Ювентус            | Ювентус            | 1          | 1          | 2          |  |  |            |            |            |            |            |  |  |       |       |       |
|  | Нант               | Нант               | 1               | 0               | 1               |                           |                           | 9 та 16 березня   | 9 та 16 березня   | 9 та 16 березня | 9 та 16 березня          | 9 та 16 березня |  |  | Спортінг (Лісабон) | Спортінг (Лісабон) | 0          | 1          | 1          |  |  |            |            |            |            |            |  |  |       |       |       |
|  | 16 та 23 лютого    | 16 та 23 лютого    | 16 та 23 лютого | 16 та 23 лютого | 16 та 23 лютого | Спортінг (Лісабон) (пен.) | Спортінг (Лісабон) (пен.) | 2                 | 1                 | 3 (5)           |                          |                 |  |  | Спортінг (Лісабон) | Спортінг (Лісабон) | 0          | 1          | 1          |  |  |            |            |            |            |            |  |  |       |       |       |
|  | 16 та 23 лютого    | 16 та 23 лютого    | 16 та 23 лютого | 16 та 23 лютого | 16 та 23 лютого | Спортінг (Лісабон) (пен.) | Спортінг (Лісабон) (пен.) | 2                 | 1                 | 3 (5)           | 11 та 18 травня          |                 |  |  |                    |                    |            |            |            |  |  |            |            |            |            |            |  |  |       |       |       |
|  | Спортінг (Лісабон) | Спортінг (Лісабон) | 1               | 4               | 5               |                           |                           | Арсенал           | Арсенал           | 2               | 1                        | 3 (3)           |  |  |                    |                    |            |            |            |  |  |            |            |            |            |            |  |  |       |       |       |
|  | Спортінг (Лісабон) | Спортінг (Лісабон) | 1               | 4               | 5               |                           |                           | Арсенал           | Арсенал           | 2               | 1                        | 3 (3)           |  |  | Ювентус            | Ювентус            | 1          | 1          | 2          |  |  |            |            |            |            |            |  |  |       |       |       |
|  | Мідтьюлланн        | Мідтьюлланн        | 1               | 0               | 1               |                           |                           | 9 та 16 березня   | 9 та 16 березня   | 9 та 16 березня | 9 та 16 березня          | 9 та 16 березня |  |  |                    |                    |            | 1          | 2          |  |  |            |            |            |            |            |  |  |       |       |       |
|  | Мідтьюлланн        | Мідтьюлланн        | 1               | 0               | 1               |                           |                           | 9 та 16 березня   | 9 та 16 березня   | 9 та 16 березня | 9 та 16 березня          | 9 та 16 березня |  |  | Севілья (дч)       | Севілья (дч)       | 1          | 2          | 3          |  |  |            |            |            |            |            |  |  |       |       |       |
|  | 16 та 23 лютого    | 16 та 23 лютого    | 16 та 23 лютого | 16 та 23 лютого | 16 та 23 лютого | Манчестер Юнайтед         | Манчестер Юнайтед         | 4                 | 1                 | 5               |                          |                 |  |  |                    | Севілья (дч)       | 1          | 2          | 3          |  |  |            |            |            |            |            |  |  |       |       |       |
|  | 16 та 23 лютого    | 16 та 23 лютого    | 16 та 23 лютого | 16 та 23 лютого | 16 та 23 лютого | Манчестер Юнайтед         | Манчестер Юнайтед         | 4                 | 1                 | 5               | 13 та 20 квітня          |                 |  |  |                    |                    |            |            |            |  |  |            |            |            |            |            |  |  |       |       |       |
|  | Барселона          | Барселона          | 2               | 1               | 3               |                           |                           | Реал Бетіс        | Реал Бетіс        | 1               | 0                        | 1               |  |  |                    |                    |            |            |            |  |  |            |            |            |            |            |  |  |       |       |       |
|  | Барселона          | Барселона          | 2               | 1               | 3               |                           |                           | Реал Бетіс        | Реал Бетіс        | 1               | 0                        | 1               |  |  | Манчестер Юнайтед  | Манчестер Юнайтед  | 2          | 0          | 2          |  |  |            |            |            |            |            |  |  |       |       |       |
|  | Манчестер Юнайтед  | Манчестер Юнайтед  | 2               | 2               | 4               |                           |                           | 9 та 16 березня   | 9 та 16 березня   | 9 та 16 березня | 9 та 16 березня          | 9 та 16 березня |  |  | Манчестер Юнайтед  | Манчестер Юнайтед  | 2          | 0          | 2          |  |  |            |            |            |            |            |  |  |       |       |       |
|  | Манчестер Юнайтед  | Манчестер Юнайтед  | 2               | 2               | 4               |                           |                           | 9 та 16 березня   | 9 та 16 березня   | 9 та 16 березня | 9 та 16 березня          | 9 та 16 березня |  |  | Севілья            | Севілья            | 2          | 3          | 5          |  |  |            |            |            |            |            |  |  |       |       |       |
|  | 16 та 23 лютого    | 16 та 23 лютого    | 16 та 23 лютого | 16 та 23 лютого | 16 та 23 лютого | Севілья                   | Севілья                   | 2                 | 0                 | 2               |                          |                 |  |  | Севілья            | Севілья            | 2          | 3          | 5          |  |  |            |            |            |            |            |  |  |       |       |       |
|  | 16 та 23 лютого    | 16 та 23 лютого    | 16 та 23 лютого | 16 та 23 лютого | 16 та 23 лютого | Севілья                   | Севілья                   | 2                 | 0                 | 2               | 31 травня – Пушкаш-Арена |                 |  |  |                    |                    |            |            |            |  |  |            |            |            |            |            |  |  |       |       |       |
|  | Севілья            | Севілья            | 3               | 0               | 3               |                           |                           | Фенербахче        | Фенербахче        | 0               | 1                        | 1               |  |  |                    |                    |            |            |            |  |  |            |            |            |            |            |  |  |       |       |       |
|  | Севілья            | Севілья            | 3               | 0               | 3               |                           |                           | Фенербахче        | Фенербахче        | 0               | 1                        | 1               |  |  | Севілья (пен.)     | Севілья (пен.)     | 1 (4)      |            |            |  |  |            |            |            |            |            |  |  |       |       |       |
|  | ПСВ                | ПСВ                | 0               | 2               | 2               |                           |                           | 9 та 16 березня   | 9 та 16 березня   | 9 та 16 березня | 9 та 16 березня          | 9 та 16 березня |  |  |                    |                    |            |            |            |  |  |            |            |            |            |            |  |  |       |       |       |
|  | ПСВ                | ПСВ                | 0               | 2               | 2               |                           |                           | 9 та 16 березня   | 9 та 16 березня   | 9 та 16 березня | 9 та 16 березня          | 9 та 16 березня |  |  | Рома               | Рома               | 1 (1)      |            |            |  |  |            |            |            |            |            |  |  |       |       |       |
|  | 16 та 23 лютого    | 16 та 23 лютого    | 16 та 23 лютого | 16 та 23 лютого | 16 та 23 лютого | Шахтар                    | Шахтар                    | 1                 | 1                 | 2               |                          |                 |  |  |                    | Рома               | 1 (1)      |            |            |  |  |            |            |            |            |            |  |  |       |       |       |
|  | 16 та 23 лютого    | 16 та 23 лютого    | 16 та 23 лютого | 16 та 23 лютого | 16 та 23 лютого | Шахтар                    | Шахтар                    | 1                 | 1                 | 2               | 13 та 20 квітня          |                 |  |  |                    |                    |            |            |            |  |  |            |            |            |            |            |  |  |       |       |       |
|  | Шахтар (пен.)      | Шахтар (пен.)      | 2               | 1               | 3 (5)           |                           |                           | Феєнорд           | Феєнорд           | 1               | 7                        | 8               |  |  |                    |                    |            |            |            |  |  |            |            |            |            |            |  |  |       |       |       |
|  | Шахтар (пен.)      | Шахтар (пен.)      | 2               | 1               | 3 (5)           |                           |                           | Феєнорд           | Феєнорд           | 1               | 7                        | 8               |  |  | Феєнорд            | Феєнорд            | 1          | 1          | 2          |  |  |            |            |            |            |            |  |  |       |       |       |
|  | Ренн               | Ренн               | 1               | 2               | 3 (4)           |                           |                           | 9 та 16 березня   | 9 та 16 березня   | 9 та 16 березня | 9 та 16 березня          | 9 та 16 березня |  |  | Феєнорд            | Феєнорд            | 1          | 1          | 2          |  |  |            |            |            |            |            |  |  |       |       |       |
|  | Ренн               | Ренн               | 1               | 2               | 3 (4)           |                           |                           | 9 та 16 березня   | 9 та 16 березня   | 9 та 16 березня | 9 та 16 березня          | 9 та 16 березня |  |  | Рома (дч)          | Рома (дч)          | 0          | 4          | 4          |  |  |            |            |            |            |            |  |  |       |       |       |
|  | 16 та 23 лютого    | 16 та 23 лютого    | 16 та 23 лютого | 16 та 23 лютого | 16 та 23 лютого | Рома                      | Рома                      | 2                 | 0                 | 2               |                          |                 |  |  | Рома (дч)          | Рома (дч)          | 0          | 4          | 4          |  |  |            |            |            |            |            |  |  |       |       |       |
|  | 16 та 23 лютого    | 16 та 23 лютого    | 16 та 23 лютого | 16 та 23 лютого | 16 та 23 лютого | Рома                      | Рома                      | 2                 | 0                 | 2               | 11 та 18 травня          |                 |  |  |                    |                    |            |            |            |  |  |            |            |            |            |            |  |  |       |       |       |
|  | Ред Булл           | Ред Булл           | 1               | 0               | 1               |                           |                           | Реал Сосьєдад     | Реал Сосьєдад     | 0               | 0                        | 0               |  |  |                    |                    |            |            |            |  |  |            |            |            |            |            |  |  |       |       |       |
|  | Ред Булл           | Ред Булл           | 1               | 0               | 1               |                           |                           | Реал Сосьєдад     | Реал Сосьєдад     | 0               | 0                        | 0               |  |  | Рома               | Рома               | 1          | 0          | 1          |  |  |            |            |            |            |            |  |  |       |       |       |
|  | Рома               | Рома               | 0               | 2               | 2               |                           |                           | 9 та 16 березня   | 9 та 16 березня   | 9 та 16 березня | 9 та 16 березня          | 9 та 16 березня |  |  |                    |                    |            | 0          | 1          |  |  |            |            |            |            |            |  |  |       |       |       |
|  | Рома               | Рома               | 0               | 2               | 2               |                           |                           | 9 та 16 березня   | 9 та 16 березня   | 9 та 16 березня | 9 та 16 березня          | 9 та 16 березня |  |  | Баєр 04            | Баєр 04            | 0          | 0          | 0          |  |  |            |            |            |            |            |  |  |       |       |       |
|  | 16 та 23 лютого    | 16 та 23 лютого    | 16 та 23 лютого | 16 та 23 лютого | 16 та 23 лютого | Баєр 04                   | Баєр 04                   | 2                 | 2                 | 4               |                          |                 |  |  |                    | Баєр 04            | 0          | 0          | 0          |  |  |            |            |            |            |            |  |  |       |       |       |
|  | 16 та 23 лютого    | 16 та 23 лютого    | 16 та 23 лютого | 16 та 23 лютого | 16 та 23 лютого | Баєр 04                   | Баєр 04                   | 2                 | 2                 | 4               | 13 та 20 квітня          |                 |  |  |                    |                    |            |            |            |  |  |            |            |            |            |            |  |  |       |       |       |
|  | Баєр 04 (пен.)     | Баєр 04 (пен.)     | 2               | 3               | 5 (5)           |                           |                           | Ференцварош       | Ференцварош       | 0               | 0                        | 0               |  |  |                    |                    |            |            |            |  |  |            |            |            |            |            |  |  |       |       |       |
|  | Баєр 04 (пен.)     | Баєр 04 (пен.)     | 2               | 3               | 5 (5)           |                           |                           | Ференцварош       | Ференцварош       | 0               | 0                        | 0               |  |  | Баєр 04            | Баєр 04            | 1          | 4          | 5          |  |  |            |            |            |            |            |  |  |       |       |       |
|  | Монако             | Монако             | 3               | 2               | 5 (3)           |                           |                           | 9 та 16 березня   | 9 та 16 березня   | 9 та 16 березня | 9 та 16 березня          | 9 та 16 березня |  |  | Баєр 04            | Баєр 04            | 1          | 4          | 5          |  |  |            |            |            |            |            |  |  |       |       |       |
|  | Монако             | Монако             | 3               | 2               | 5 (3)           |                           |                           | 9 та 16 березня   | 9 та 16 березня   | 9 та 16 березня | 9 та 16 березня          | 9 та 16 березня |  |  | Уніон Сент-Жілуаз  | Уніон Сент-Жілуаз  | 1          | 1          | 2          |  |  |            |            |            |            |            |  |  |       |       |       |
|  | 16 та 23 лютого    | 16 та 23 лютого    | 16 та 23 лютого | 16 та 23 лютого | 16 та 23 лютого | Уніон Берлін              | Уніон Берлін              | 3                 | 0                 | 3               |                          |                 |  |  | Уніон Сент-Жілуаз  | Уніон Сент-Жілуаз  | 1          | 1          | 2          |  |  |            |            |            |            |            |  |  |       |       |       |
|  | 16 та 23 лютого    | 16 та 23 лютого    | 16 та 23 лютого | 16 та 23 лютого | 16 та 23 лютого | Уніон Берлін              | Уніон Берлін              | 3                 | 0                 | 3               |                          |                 |  |  |                    |                    |            |            |            |  |  |            |            |            |            |            |  |  |       |       |       |
|  | Аякс               | Аякс               | 0               | 1               | 1               |                           |                           | Уніон Сент-Жілуаз | Уніон Сент-Жілуаз | 3               | 3                        | 6               |  |  |                    |                    |            |            |            |  |  |            |            |            |            |            |  |  |       |       |       |
|  | Аякс               | Аякс               | 0               | 1               | 1               |                           |                           | Уніон Сент-Жілуаз | Уніон Сент-Жілуаз | 3               | 3                        | 6               |  |  |                    |                    |            |            |            |  |  |            |            |            |            |            |  |  |       |       |       |
|  | Уніон Берлін       | Уніон Берлін       | 0               | 3               | 3               |                           |                           |                   |                   |                 |                          |                 |  |  |                    |                    |            |            |            |  |  |            |            |            |            |            |  |  |       |       |       |
|  | Уніон Берлін       | Уніон Берлін       | 0               | 3               | 3               |                           |                           |                   |                   |                 |                          |                 |  |  |                    |                    |            |            |            |  |  |            |            |            |            |            |  |  |       |       |       |

### Стикові матчі
Жеребкування відбулося 7 листопада 2022 року.
Перші матчі відбулися 16 лютого 2023 року, а матчі-відповіді — 23 лютого.
| Команда 1          | Заг.           | Команда 2         | 1-й матч | 2-й матч |
| ------------------ | -------------- | ----------------- | -------- | -------- |
| Барселона          | 3:4            | Манчестер Юнайтед | 2:2      | 1:2      |
| Ювентус            | 4:1            | Нант              | 1:1      | 3:0      |
| Спортінг (Лісабон) | 5:1            | Мідтьюлланн       | 1:1      | 4:0      |
| Шахтар             | 3:3 (пен. 5:4) | Ренн              | 2:1      | 1:2 (дч) |
| Аякс               | 1:3            | Уніон Берлін      | 0:0      | 1:3      |
| Баєр 04            | 5:5 (пен. 5:3) | Монако            | 2:3      | 3:2 (дч) |
| Севілья            | 3:2            | ПСВ               | 3:0      | 0:2      |
| Ред Булл           | 1:2            | Рома              | 1:0      | 0:2      |

### 1/8 фіналу
Жеребкування відбулося 24 лютого 2023 року.
Перші матчі відбулися 9 березня 2023 року, а матчі-відповіді — 16 березня.
| Команда 1          | Заг.           | Команда 2         | 1-й матч | 2-й матч |
| ------------------ | -------------- | ----------------- | -------- | -------- |
| Уніон Берлін       | 3:6            | Уніон Сент-Жілуаз | 3:3      | 0:3      |
| Севілья            | 2:1            | Фенербахче        | 2:0      | 0:1      |
| Ювентус            | 3:0            | Фрайбург          | 1:0      | 2:0      |
| Баєр 04            | 4:0            | Ференцварош       | 2:0      | 2:0      |
| Спортінг (Лісабон) | 3:3 (пен. 5:3) | Арсенал           | 2:2      | 1:1 (дч) |
| Манчестер Юнайтед  | 5:1            | Реал Бетіс        | 4:1      | 1:0      |
| Рома               | 2:0            | Реал Сосьєдад     | 2:0      | 0:0      |
| Шахтар             | 2:8            | Феєнорд           | 1:1      | 1:7      |

### 1/4 фіналу
Жеребкування відбулося 17 березня 2023 року.
Перші матчі відбулися 13 квітня 2023 року, а матчі-відповіді — 20 квітня.
| Команда 1         | Заг. | Команда 2          | 1-й матч | 2-й матч |
| ----------------- | ---- | ------------------ | -------- | -------- |
| Манчестер Юнайтед | 2:5  | Севілья            | 2:2      | 0:3      |
| Ювентус           | 2:1  | Спортінг (Лісабон) | 1:0      | 1:1      |
| Баєр 04           | 5:2  | Уніон Сент-Жілуаз  | 1:1      | 4:1      |
| Феєнорд           | 2:4  | Рома               | 1:0      | 1:4 (дч) |

### 1/2 фіналу
Жеребкування відбулося 17 березня 2023 року. 
Перші матчі відбулися 11 травня 2023 року, а матчі-відповіді — 18 травня 2023 року.
| Команда 1 | Заг. | Команда 2 | 1-й матч | 2-й матч |
| --------- | ---- | --------- | -------- | -------- |
| Ювентус   | 2:3  | Севілья   | 1:1      | 1:2 (дч) |
| Рома      | 1:0  | Баєр 04   | 1:0      | 0:0      |

### Фінал
Фінал пройшов 31 травня 2023 року на «Пушкаш-Арені» у Будапешті. 17 березня 2023, одразу після жеребкування 1/4 та 1/2 фіналу, було проведено жеребкування для визначення адміністративного (номінального) «господаря» матчу.
| 31 травня 2023 22:00 (21:00 CEST) |

| Севілья                                 | 1:1      | Рома                            |
| --------------------------------------- | -------- | ------------------------------- |
| - Манчіні 55' (аг)                      | Протокол | - Дибала 35'                    |
|                                         | Пенальті |                                 |
| - Окампос - Ламела - Ракитич - Монтьєль | 4:1      | - Крістанте - Манчіні - Ібаньєс |

| Пушкаш Арена, Будапешт Глядачів: 61 476 Арбітр: Ентоні Тейлор (Англія) |